# Al-Lubban asz-Szarkijja
Al-Lubban asz-Szarkijja (arab. ‏اللبّن الشرقية‎) – wieś w Palestynie, w muhafazie Nablusu. Według danych szacunkowych Palestyńskiego Centralnego Biura Statystycznego w 2016 roku liczyła 2991 mieszkańców.
Miejscowość identyfikowana z biblijną Leboną (hebr. ‏לְבוֹנָה‎) wzmiankowaną w Sdz 21,19; nazwa oznacza olibanum.

## Położenie
Znajduje się na wysokości 502 m n.p.m., 22 km na południe od Nablusu.